# Oca cendrosa
L'oca cendrosa (Cereopsis novaehollandiae) és una espècie d'ocell de la família dels anàtids (Anatidae) que habita praderies, vores de llacs i matolls a les illes properes a la costa sud d'Austràlia i Tasmània. És l'única espècie del gènere Cereopsis.